# Чентро 28 (Рим)
Чентро 28 је насеље у Италији у округу Рим, региону Лацио.
Према процени из 2011. у насељу је живело 28 становника. Насеље се налази на надморској висини од 4 м.